# 登封玉溪宫
登封玉溪宫位于中华人民共和国河南省登封市唐庄镇土观村，2019年被公布为第八批全国重点文物保护单位。

## 简介
玉溪宫原名瑜栖宫，又名土观，始建于明，清朝时重修。现存建筑有明代玉皇殿和清代大苦殿、三官殿，另有散存于宫内外的明至民国碑刻和石雕十余件。
玉皇殿面阔三间，进深三间，单檐歇山顶，覆琉璃瓦。檐下施双昂五踩斗拱，前后檐各六朵，两山各五朵，另有四朵角拱。脊两端置龙吻，正脊饰琉璃彩色莲花和二龙戏珠。大苦殿和三官殿均面阔三间，进深一间，五架梁，无柱，硬山顶，覆灰色筒瓦。